# Tricks of Life
Tricks of Life – album muzyczny Noviki, zawiera jedenaście utworów. 
Autorami są między innymi Envee, Artur Rojek, Smolik i Tim Flavio (oraz cover "California Dreamin'" zespołu The Mamas & the Papas). Novika jest również autorką większości tekstów. W nagraniu gościnnie wystąpił m.in. Kwartet Smyczkowy Kwadrat.
Płyta obok elektronicznych brzmień zawiera dźwięki takich instrumentów jak fortepian, wiolonczela, harfa, trąbka czy klarnet basowy.

## Utwory
- Depend On You (5:26)
- Tricks (5:31)
- Movie Girl (3:15)
- One Day Friend (3:31)
- See – Saw (4:39)
- So Full (5:05)
- Common Tear (3:36)
- California Dreaming (4:03)
- Mikawa Miya (4:30)
- First Lesson (4:13)
- Silence Is Pure (3:03)